# Scaevola oppositifolia
Scaevola oppositifolia är en tvåhjärtbladig växtart som beskrevs av William Roxburgh. Scaevola oppositifolia ingår i släktet Scaevola och familjen Goodeniaceae. Inga underarter finns listade i Catalogue of Life.